# Mirela Roman
Mirela Mirabela Roman (nume de fată: Toma; n. 26 mai 1985, Focșani) este o handbalistă română ce joacă pentru echipa CSM Ploiești pe postul de intermediar stânga. Ea a fost în trecut componentă a echipei națională a României la categoriile cadete, junioare și tineret, pentru care a jucat în 45 de meciuri și a înscris 112 goluri.

## Carieră
Mirela Roman a început să joace handbal la CSȘ Focșani și a fost apoi legitimată la echipe de senioare precum CSM Ploiești, Universitatea Reșița, Rulmentul Municipal Brașov sau CSM Bacău 2010.
În vara anului 2012, Mirela Roman s-a transferat la clubul CSM Ploiești.